# Aleksander Litwin
Aleksander Litwin (ur. 1909 w Łodzi, zm. 14 lutego 1984 we Francji) – działacz komunistyczny i historyk.

## Życiorys
W 1927 roku ukończył I Gimnazjum Męskie Towarzystwa Żydowskich Szkół Średnich w Łodzi. W latach 1928–1930 studiował prawo na Uniwersytecie Warszawskim, skąd został usunięty za działalność komunistyczną. Od 1929 członek PPS-Lewicy. Od 1930 roku był aktywnym członkiem KZMP i KPP. Do wybuchu wojny pracował jako urzędnik. Lata 1939-1941 spędził w Białymstoku, gdzie pracował w naczelny inżynier Fabryki Włókienniczej nr 32 i działał w tamtejszym MOPR. Kolejne lata do 1944 ukrywał się w różnych miejscowościach i pracował jako cieśla. Od 1944 zaangażował się w pracę w strukturach białostockiego Komitetu Wojewódzkiego PPR, gdzie pełnił różne funkcje. W latach 1946–1949 pracował redakcji „Trybuny Wolności”, był m.in. redaktorem naczelnym. W latach 1949–1951 był zastępcą dyrektora Szkoły Partyjnej przy KC PZPR. Od 1951 do 1954 roku był wykładowcą na Uniwersytecie Warszawskim, pełnił tam funkcję prodziekana, potem dziekana Wydziału Dziennikarstwa. Od 1954 do 1959 roku zatrudniony w Wydziale Historii Partii, następnie Zakładzie Historii Partii przy KC PZPR. Został zwolniony z tej funkcji, jak relacjonował: na wniosek Dyrekcji Zakładu Historii Partii z powodu różnicy zdań pomiędzy mną a Dyrekcją odnośnie historii Polski i historii ruchu robotniczego w Polsce w latach 1918-1939. Różnice pomiędzy mną a innymi historykami wystąpiły m.in. w ocenie sytuacji politycznej w Polsce, pozycji ruchu robotniczego i chłopskiego głównie w latach 1918-1923. W 1960 roku obronił pracę magisterską Dzieje jednego strajku (Łódź 1936) w Wyższej Szkole Nauk Społecznych przy KC PZPR. W 1965 roku doktoryzował się na podstawie rozprawy Z dziejów Rad Delegatów Robotniczych w Polsce (1918-1919) napisanej pod kierunkiem Stanisława Arnolda. W kwietniu 1968 został usunięty z PZPR, za światopogląd i działalność syna, który został zatrzymany za rozpowszechnianie druków podczas wydarzeń marcowych na Uniwersytecie Warszawskim. Od 1969 roku był na rencie. Od 1972 roku przebywał na emigracji w Szwecji. W 1974 roku na łamach paryskich „Zeszytów Historycznych” krytycznie odniósł się do kilku problemów funkcjonowania Zakładu Historii Partii i historiografii i partyjnej w dyskusji wywołanej dwuczęściowym artykułem innego historyka, marcowego emigranta Pawła Korca. Na łamach "Zeszytów Historycznych" ogłosił też kilka innych artykułów.

## Wybrane publikacje
- Powszechny strajk włókniarzy łódzkich w 1936 roku,  Warszawa: "Książka i Wiedza" 1953.
- Samorząd w Polsce burżuazyjno-obszarniczej w latach 1918-1939, Warszawa: "Książka i Wiedza" 1954.
- (redakcja) Tymczasowy Komitet Rewolucyjny Polski, oprac. i wstępem opatrzył Aleksander Litwin, Warszawa: Książka i Wiedza 1955.
- Dzieje jednego strajku : Łódź 1936, Warszawa: Książka i Wiedza 1957.
- (redakcja) Rady Delegatów Robotniczych w Polsce (1918-1919) : materiały i dokumenty., t. 2, oprac. Aleksandra Tymieniecka przy współpracy Aleksandra Litwina, Warszawa: Książka i Wiedza 1965.